# Cimitero monumentale di Cento
Il Cimitero monumentale di Cento, di stile neoclassico, sorge nella periferia della cittadina omonima della provincia di Ferrara.

## Storia
In seguito alla promulgazione dell'editto di Saint Cloud da parte di Napoleone Bonaparte le città dei vari distretti del Dipartimento del Reno dovettero dotarsi di cimiteri più salubri fuori le mura cittadine.
Sulla base del progetto del 1835, la costruzione del nuovo cimitero comunale venne realizzata tra il 1841 e il 1844 sui terreni un tempo appartenuti ai frati cappuccini presenti a Cento fin dall'ultimo ventennio del 1500, ma costretti a lasciarla a causa delle soppressioni napoleoniche due secoli dopo. Il primo defunto fu seppellito nel novembre 1841.
Tra Otto e Novecento, il cimitero fu ampliato e ammodernato. Risalgono al periodo tra il 1924 e il 1932 i due bracci laterali connessi alla cappella centrale. Seguì l'introduzione dei tumuli a colombario. Nel corso degli anni 1930 furono necessarie opere di risanamento dovute alle infiltrazioni e all'umidità. I lavori furono affidati all'ingegnere comunale Giuseppe Samaritani. Alcune tombe gentilizie forono restaurate in quest'occasione.
Danneggiato dal terremoto dell'Emilia-Romagna del 2012, il cimitero monumentale è stato ripristinato nel corso degli anni successivi, la fine dei lavori è stata dichiarata a ottobre 2017. Dal 2022, il cimitero di Cento fa parte della lista dei Cimiteri monumentali e storici dell'Emilia-Romagna, riconosciuti dalla legge regionale 21/2022.

## Descrizione
Il cimitero si trova alla periferia del borgo di Cento, nella pianura ferrarese, e costeggia a sud-est il fiume Reno. Si accede al camposanto da sud-ovest, da via Armellini, l'ingresso è evidenziato dalla prospettiva del viale alberato di via dei Cappuccini.

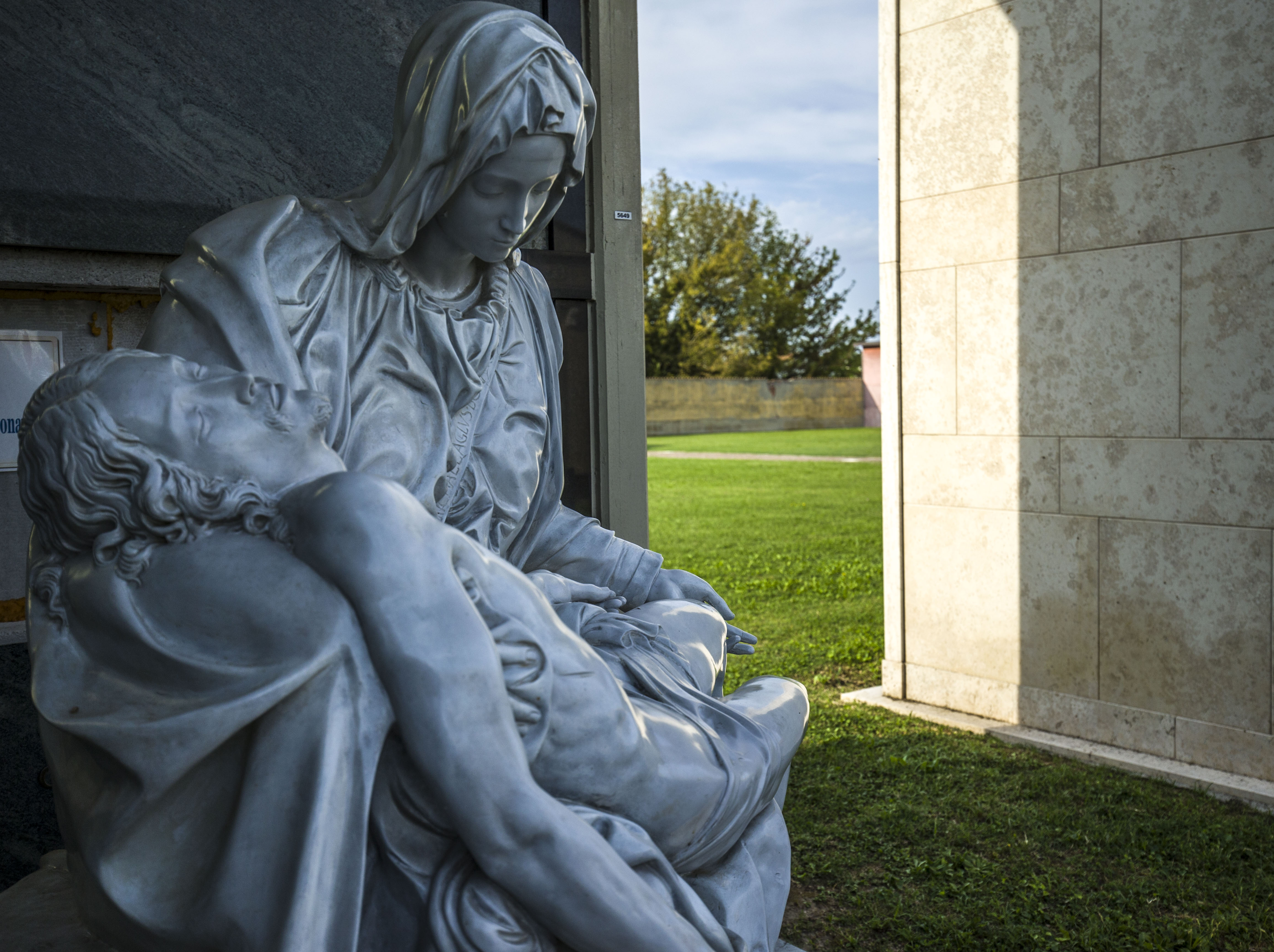

Nella parte monumentale del cimitero, progettata dall'architetto centese Stefano Ficatelli, il porticato accoglie i monumenti funebri più antichi e cinge il grande campo centrale di forma quadrata, ingentilito dai due emicicli laterali che si estendono verso nord-ovest e verso sud-est. Nelle due celle al centro degli emicicli laterali si collocano i monumenti funebri dei personaggi di maggior rilievo. Sul lato opposto rispetto all'ingresso del campo si stagliano i volumi della cappella cimiteriale, disegnata in sobrio stile neoclassico, con il pronao a quattro colonne e i due portici laterali distesi in simmetria.
Superata la cappella cimiteriale e i corpi annessi, a nord del grande campo si collocano le cappelle private novecentesce, dedicate al culto familiare.

## Personalità note

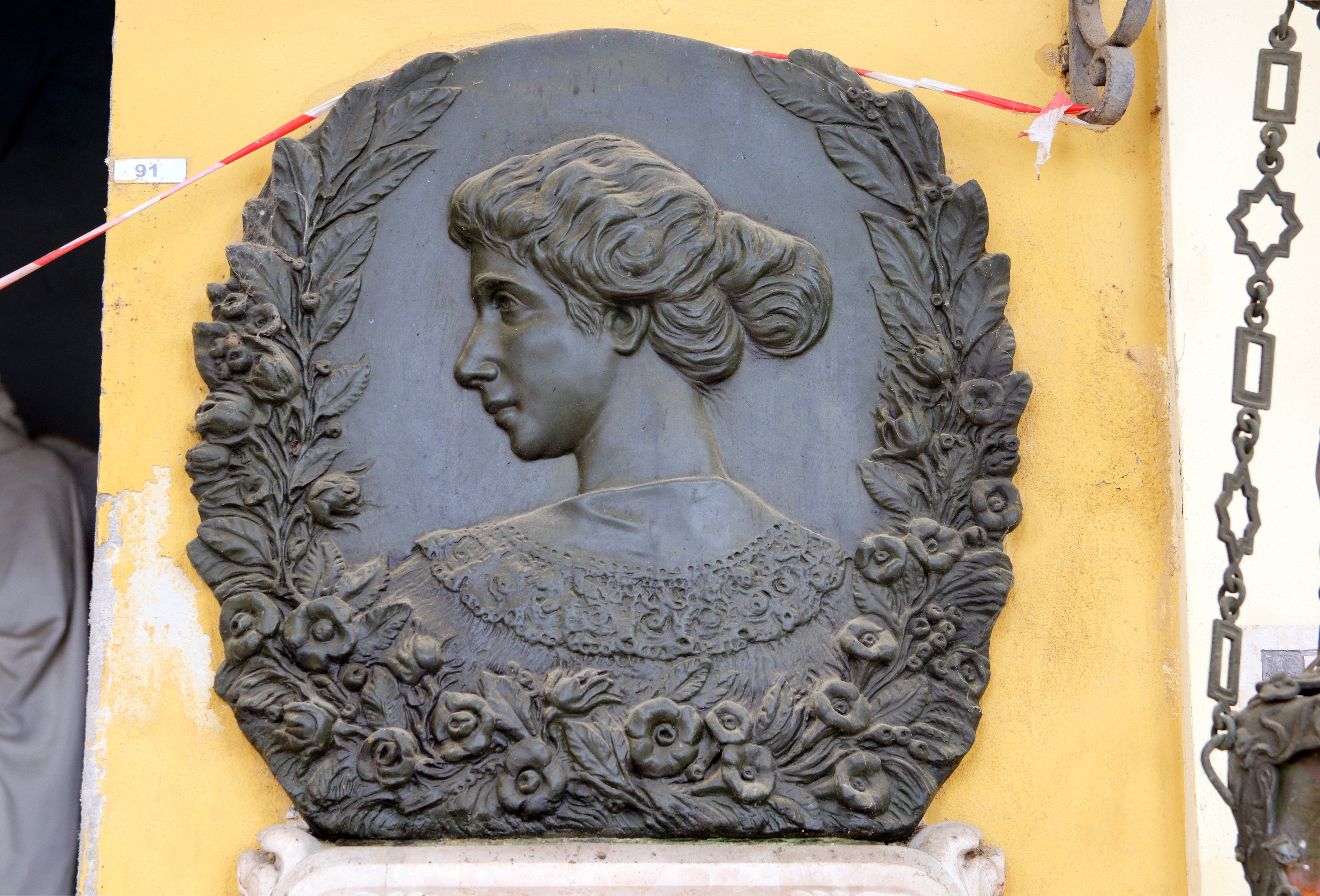
Dettaglio della stele di Maria Majocchi, con rilievo di Tullo Golfarelli.

Tra i sepolti illustri si segnalano il pittore Aroldo Bonzagni, la scrittrice Maria Majocchi, il tenore Giuseppe Borgatti, il flautista Arrigo Tassinari lo scultore Stefano Galletti e il latinista Giuseppe Cevolani.

## Artisti autori di sepolture nel cimitero monumentale
Tra i vari artisti attivi al monumentale di Forlì si ricordano gli scultori Stefano Galletti e Tullo Golfarelli.